# Pluchea rubelliflora
Pluchea rubelliflora là một loài thực vật có hoa trong họ Cúc. Loài này được (F.Muell.) B.L.Rob. miêu tả khoa học đầu tiên năm 1911.